# David McWilliams
David McWilliams est un musicien né le 4 juillet 1945 à Belfast, en Irlande du Nord, et mort le 8 janvier 2002 à Ballycastle (Irlande du Nord).

## Biographie
David McWilliams est surtout connu pour être l'auteur et l'interprète du succès paru en 1967 Days of Pearly Spencer, qui figure sur son deuxième album (sans titre). Cette chanson a été reprise par de nombreux artistes, dont Marc Almond, An Pierlé et surtout David Bowie.
Bien qu'il n'ait jamais été classé dans les charts au Royaume-Uni, il rencontra un grand succès sur le continent européen (Allemagne, Italie, France, Belgique, Pays-Bas) et au Japon.
David McWilliams, sans être proche de l'IRA, était partisan d'une réunification de l'Irlande, et il aimait plutôt être désigné comme un Irlandais plutôt que comme un Britannique.
David McWilliams est mort d'une crise cardiaque dans sa maison à Ballycastle en 2002.